# 회의

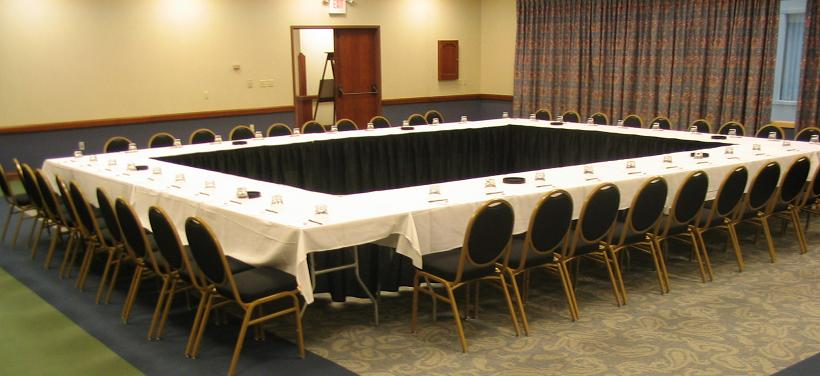
회의는 가끔 회의실 테이블에서 시작된다.

회의(會議)는 두 명 이상의 사람이 모여, 어떤 주제에 관해 논의를 하는 것, 또는 그 일을 하는 모임을 가리킨다. 미팅(meeting)이라는 표현도 사용된다. 국제적으로 회의를 하기도 한다.
기업 활동에서 회의는 의사소통과 의사결정에 매우 중요한 과정이다. 이 회의를 통해 다양한 조직 내 요구와 이에 대한 의사결정이 이뤄진다. 회의가 이루지지 않는 조직도 문제이지만, 회의가 너무 많은 조직도 문제이다. 조직마다 다르나 적절한 회의는 조직의 활동에 긍정적인 요소로 작용한다.

## 회의 종류
기업이나 조직 내부의 회의 종류는 문제해결 회의, 이해조정회의, 정보전달 회의, 계획입안회의, 운영회의 등으로 구분한다.

### 문제해결 회의
문제해결 회의는 의사결정을 하기 위해서 진행하는 회의이다. 주제나 문제를 바탕으로 회의를 통해 결정을 내리고 그 결정안을 관련 조직 구성원이 따르도록 하는 회의를 의미한다. 진행하기 위해서는 문제를 파악하고 분석하며, 문제해결 안을 세우고, 실행 계획을 세워야 한다.

### 이해조정 회의
이해조정회의는 다양한 조직내 의견을 조율하고, 일방적이지 않은 견해를 지니고 요구와 의견을 협의하는 회의이다. 업무 분담이나 책임 분담 등의 회의로 다양한 조정을 통해 조직내 갈등을 미연에 방지하거나 해결하는 회의이다. 이 회의는 쉽게 각 견해를 지닌 개인이나 부서가 감정적으로 대응하므로 냉정하게 논의를 진행하고 타협하도록 해야 한다. 진행하기 위해서는 책임 전가가가 아니라 회의를 통해 해결할 조정내용만 선택하고 조정하도록 해야 한다.

### 정보전달 회의
정보전달  회의는 보고를 하거나 정보를 나누며 관련 업무나 신규 활동에 대한 안내와 정보 제공, 진행 사항에 대한 정보를 제공하는 회의를 말한다. 기존 회의에서 추진하기로 한 업무가 누가, 언제, 어디서, 어떻게, 얼마나 추진하였는지 보고하는 회의로 간단한 형태로 자주 진행되는 회의이다. 분명한 정보를 교환하고, 상호간의 정보전달과 이해가 중요하고, 사용하는 용어의 이해나 제품의 이해 등이 선행되어야 한다.

### 계획입안 회의
계획입안 회의는 문제해결 회의 등을 통해서 의사결정이 이뤄지고, 정확한 목표가 선행된 사항에 따라 이뤄지는 회의이다. 결정사항에 따라 계획과 업무일정을 세우고, 관련된 업무 항목이나 수행 과제 등의 순서나 우선순위를 결정한다. 결정사항에 따른 관련 업무를 파악하고, 우선순위를 정하고, 일정을 계획해야 한다.

### 운영 회의
운영회의는 기업이나 조직의 연간 또는 반기별 운영을 위해 진행하는 회의이다. 주식회사의 경우 주주총회와 같은 회의를 의미하며, 경영진의 선정과 교체, 연간 실적 확인 등의 운영에 대한 보고와 주주의 의사결정을 반영하는 회의를 의미한다.

## 회의 방식
기업내에서 진행하는 회의는 주주총회와 같은 운영 회의를 제외하고 진행되는 회의 방식으로 현장회의, 오전회의, 서서회의, 감성회의 등으로 나뉜다.

### 현장회의
현장회의는 문제가 있거나 의사결정이 필요한 현장을 찾아가서 관리자와 현장직원이 함께 문제를 인식하고, 문제를 해결하면서 의사결정을 내리는 회의를 말한다. 문제가 발생한 곳을 중시하는 회의 문화로, 기업 활동 현장을 중시하는 회의이다. 브랜드 관리자 및 매장 관리자와 직원, 제품 디자이너 및 생산관리 기사와 직원, 제품품질기획자 및 제조품질담당자 등의 회의가 현장 중심 회의라 할 수 있다.

### 오전회의
오전회의는 출근회의를 의미한다. 출근하자마자 관련 직원들과 관리자가 모여 진행하는 짧은 회의이다. 각자의 업무를 시작하기 전에 주변 직원에 대한 요구 사항이나, 진행중인 업무 내용, 관리자의 정보 제공 등인 보고 회의에서 나타난다. 오전 회의는 중요한 임원들의 경영진 회의 시작 전에도 있으며, 조찬 회의 형태로 진행되기도 한다. 조찬회의는 주로 실무 회의보다는 경영진 회의에 많이 사용된다.

### 서서회의
서서회의는 말 그대로 일어서서 진행하는 회의이다. 회의 시간을 짧고 원탁에 서서 급한 안건을 진행할 때 사용한다. 오전이나 업무 마감이 가까운 시기에 주로 사용되며, 서서 회의를 진행하므로 자연스레 중요한 말만 전하고, 짧은 시간에 회의가 마치는 장점을 가졌고, 시간적 압박감을  주어 긴급하게 추진하는 업무의 보고와 단계별 의사결정에 많이 사용한다.

### 감성회의
감성회의는 다양한 업무로 인해서 고정관념을 갖게 되기 쉬운 업무 환경에서 창의력을 높이기 위해 사용되는 회의방식이다. 찜질방에서 회의를 하거나 넥타이를 풀고 정장을 하지 않은 채 식당에서 밥을 먹으며 회의를 하거나, 가볍게 야산에 올라 친목을 도모하며 회의를 하고, 맥주를 곁들이며 회의를 하는 방식을 말한다. 업무적 분위기를 벗어나 창의적인 의견이나 새로운 시각이 필요할 경우 사용하는 회의방식이며, 중요한 일정이나 의사결정을 위한 회의에는 사용하지 않는다.

## 회의 기획과 진행
적절한 회의를 위해서는 회의를 기획하고 명확한 절차에 따라 진행하고 결정사항을 공유하는 과정이 필요하다.

### 회의 기획
회의 준비에서 기획은 필수적이다. 물론 아침회의와 같이 일상적인 회의는 습관처럼 진행되나 대부분의 회의는 기획과 운영, 마무리 과정이 필요하다.

### 회의 진행
진행자와 참여자는 진행과정에서 담당해야 할 부분이 있다. 이런 담당업무가 적절하지 않을 때 불필요한 회의가 되기 쉽다.

## 같이 보기
- 회의록
- 전략
- 아이스브레이킹